# Felsőlövő
Felsőlövő (németül Oberschützen) község Ausztriában, Burgenland tartományban, a Felsőőri járásban.

## Fekvése
Felsőőrtől 6 km-re északra fekszik.
A kataszteri közösségek Hamvasd, Oberschützen, Határfő, Alsólövő és Villámos.

## Története
A régészeti leletek tanúsága szerint területén már a római korban is éltek emberek, erről tanúskodik az itt talált számos malomsír, melyek az 1. és 3. század közötti időszakból származnak. A sírokból vas és bronzfibulák, cserépurnák, agyagedények kerültek elő.
Lövő eredetileg Árpád-kori határőrtelepülés volt, egykor székely íjászok lakták, akiket IV. László fosztott meg privilégiumaiktól. A 13. században a Németújvári grófoké, majd miután Károly Róbert király legyőzte a kiskirályokat királyi birtok lett. A székely határőröket fokozatosan nyugatról betelepült németek váltották fel. A két Lövőt 1393-ban "Lewe" néven említik először abban az oklevélben, melyben lévai Cseh László Lövőt Kanizsai Lászlónak adja el.
1486-ban a település a borostyánkői uradalommal együtt a Königsberger nemesi családé lett, akik egészen 1644-ig maradtak birtokosai. Az ő uralmuk alatt 1580 körül terjedt el a reformáció, ebben az évben jelent meg itt az első evangélikus prédikátor. A vallásháborúk idején a lutheránusok egyik központja volt. 1644-ben az uradalmat a katolikus gróf Batthyány Ádám vásárolta meg, aki elűzte az evangélikus lelkészt és a tanítót. 1781-ben II. József türelmi rendelete nagy változásokat hozott. Az evangélikusok engedélyt kaptak saját imaház és iskola építésére. Az ebből az időből származó térképen jól látszik, hogy a településnek csak két kőépülete volt, a katolikus templom és a torony nélküli evangélikus imaház. 1804-ben az evangélikus templom tornya is elkészült, 1814-ben pedig megnyílt az új evangélikus népiskola.

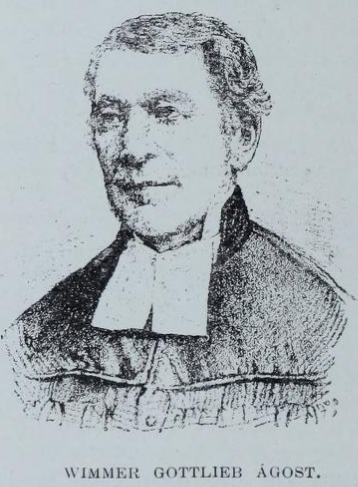
Wimmer Gottlieb Ágost

1818 és 1848 között Gottlieb August Wimmer volt az itteni evangélikus lelkész, aki hozzálátott Felsőlövő protestáns és iskolaközponttá való felemeléséhez. Neki köszönhető az itteni felső iskolák (tanítóképző és gimnázium) alapítása, de gondot fordított a lakosság szociális és gazdasági jólétére is. Gyümölcsöst telepített, számtalan gyermeket oltott be saját kezűleg himlő ellen, majd 1840-re elérte, hogy a település megváltotta magát a borostyánkői uradalomtól.
Vályi András szerint "Alsó, és Felső Lövő. Két faluk Vas Várm. földes Ura G. Batthyáni Uraság, fekszenek Pinkaföldnek szomszédságában, és annak filiáji, határbéli földgyeik középszerűek, mint vagyonnyiak."
Fényes Elek szerint "Ober-Schützen, (Felső-Lő), német falu, Vas vmegyében, 52 kath., 1396 evang. lak. s ágostai anyaekklézsiával, s derék oskolával. Lakosai igen szorgalmas emberek, kereskednek, gyolcsot csinálnak, szép lovakat tenyésztenek, s magokat a földes uraságtól, u. m. Batthyáni Gusztáv gróftól örökösen megváltották; s a megváltásra Kakasd után ez a második eset. Az evangelikusok volt papja Wimmer Theophil Ágoston sok rendbeli munkáiról, eléggé ismeretes. Ut. p. Kőszeg."
Vas vármegye monográfiája szerint "Felső-Lövő mezőváros a kies villámosi völgy déli részében terül el. Házai szétszórtan, kertek közepette fekszenek. Lélekszáma körülbelől 1500. A házaknak egész elhelyezése a községnek középkori származására vall. A község nagy gyümölcsös erdőben áll; középső része, két-háromemeletes épületeivel, városi szinezettel bir. A hegyi falut üde levegője, modern kényelemmel berendezett vendéglői és a helybeli értelmiség egyetértése vonzóvá teszi. A községnek büszkeségei az ott elhelyezett felsőbb iskolák, melyek 1845-ben keletkeztek: tanítóképző-intézet, hat osztályu gimnázium, melyet most nyolcz osztályuvá törekszenek kibővíteni, négyosztályu reáliskola és 100 növendék részére berendezett nevelő-intézet (internátus). Felső-Lövő lakosai, akik Nagy Károly alatt ide telepedett gyarmatosok utódai, a honfoglalás után mint határőrök szolgálták a hazát és nevök után itélve íjászok lehettek. Régebben a borostyánkői uradalomhoz tartozott a község. Határában van a stílszerű, csinos külsejü Hoffmann-kastély, melyhez nagy gazdaság tartozik."
"1845. május 13-ikán avatták fel Felső-Lövőn a mai hírneves tanintézetek azon legrégibb épületét, melynek alapját Wimmer Gottlieb Ágost felső-lövői ev. lelkész vetette meg. Ő gondoskodott arról, hogy a vidék iskolái jól képzett tanítókat kaphassanak, hosszas fáradozás után az első tanítóképzőt alapítván meg Vasvármegyében. Elemi iskoláját háromosztályú mintaiskolává bővítette és abban három tanítót alkalmazott. A tanitóképzőbe, mely az országban az első protestáns tanítóképző volt, 12 fiatal embert vett fel, hogy azokat 4 év alatt tanítókká képezze. Csakhamar középiskola is keletkezett Felső-Lövőn, miáltal az intézetnek czélja részben az lett, hogy az ország minden részéből idesereglő ifjúság itt a német nyelvet sajátíthassa el. E két czélhoz újabb időben harmadiknak csatlakozik: magyar szellemben működni és a magyar nyelvet is kellőképen ápolni, úgy, hogy a felső-lövői tanintézetek legujabban a magyarság egyik erős várává lettek."
1910-ben 3098 lakosából 2670 német, 241 magyar, 13 horvát, 4 szlovák, 170 egyéb nemzetiségű volt. A trianoni békeszerződésig Vas vármegye Felsőőri járásához tartozott. 1921-ben Ausztria Burgenland tartományának része lett. 1938-ban az Anschlusst követően iskoláit államosították. 1946-ban a korábbi evangélikus gimnázium mint szövetségi reálgimnázium nyílt meg újra. 1958-ban evangélikus tanítóképzőjét is újra megnyitották. 1965-ben Felsőlövő újabb felsőfokú intézménnyel gazdagodott, a Gráci Zene- és Előadóművészeti Főiskola kihelyezett tagozatával (1998/99 tanév óta: a Grazi Zeneművészeti Egyetem Felsőlövői Intézete). 1982-ben elkészült az új kulturális és főiskolai központ. 1994-re elkészült az új községközpont is, benne a községi hivatallal, postával és tűzoltó szerházzal. Ma közigazgatásilag ide tartoznak a szomszédos Hamvasd, Alsólövő, Villámos és Határfő települések is. 2001-ben 2289 lakosából 2185 német, 34 magyar, 12 horvát, 4 cigány, 54 egyéb nemzetiségű volt.

## Nevezetességei

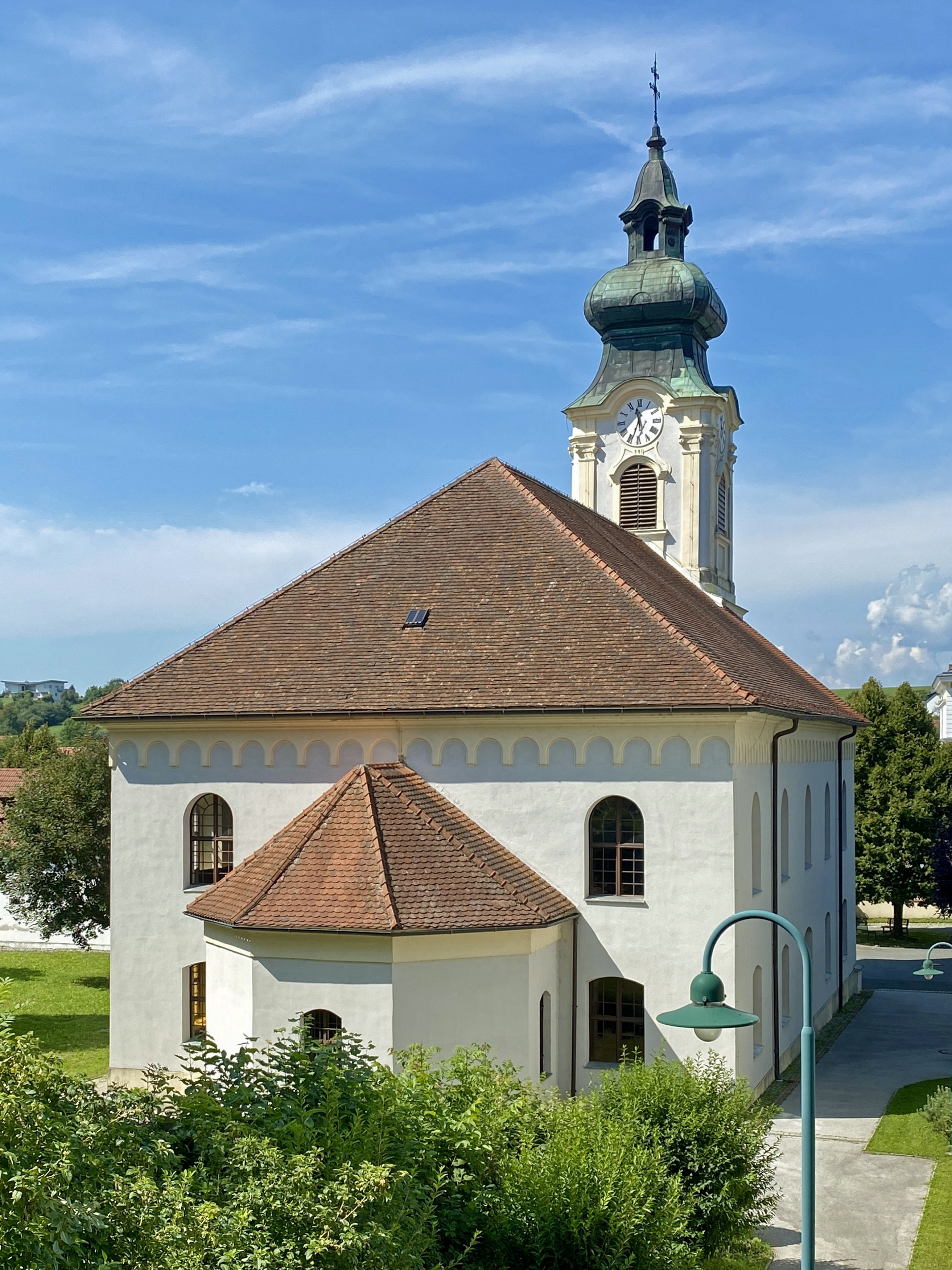
Evangélikus plébániatemplom

- Szent Bertalan apostolnak szentelt római katolikus temploma 13. századi eredetű, tornya a 19. század második felében épült, 1964-ben restaurálták. A 14. és 15. századból származó falfestményei vannak.
- Evangélikus temploma 1785-ben épült, iskolaépületei 1842 és 1857 között épültek.
- Határában áll a Hoffmann-kastély.

## Híres emberek
- Itt született 1843-ban Kurz Sámuel tanár, életrajzíró.
- Itt született 1863-ban Bruckner Károly tanár, író.
- Itt született 1877-ben Bruckner Győző jogtörténész.
- Itt született 1884-ben Knábel Vilmos magyarországi német író, tanár, publicista.
- Itt született 1965-ben Tony Wegas osztrák énekes
- 1900-ban itt tanított Móra Ferenc író.
- 1818 és 1833 között itt volt lelkész Wimmer Gottlieb Ágost nemzetőrparancsnok, az itteni tanítóképző alapítója, szobra a templom melletti téren áll.
- Itt tanult Kunszt Károly (1859-1939) kántortanító, vadász, preparátor, ornitológus.

## Külső hivatkozások
- Hivatalos oldal
- Felsőlövő az evangélikus egyház honlapján
- Felsőlövő a dél-burgenlandi települések honlapján
- A tarcsafürdői plébánia honlapja